# EA Play
EA Play (ehemals bis zum 18. August 2020 EA Access und Origin Access) ist ein abonnementbasierter Videospieldienst von Electronic Arts für die Plattformen Steam, Origin, Microsoft Xbox One, Xbox Series Sony PlayStation 4 und Sony PlayStation 5, der Zugang zu ausgewählten, von Electronic Arts veröffentlichten Spielen bietet.
EA Play startete zunächst für die Xbox One am 11. August 2014, später kam es am 24. Juli 2019 auf die PlayStation 4 und schließlich am 31. August 2020 auf Steam.

## Übersicht
Die EA-Play-Mitgliedschaft kann in Schritten von einem Monat (3,99 € EA Play, 14,99 € EA Play Pro) oder 12 Monaten (24,99 € EA Play, 99,99 € EA Play Pro) erworben werden, entweder im Xbox Games Store oder bei ausgewählten Einzelhändlern von Drittanbietern.
Wird die Mitgliedschaft ausgesetzt, können die Spiele nicht mehr gespielt werden, aber alle Fortschritte und Spielstände bleiben erhalten.
Spiele werden nach Ermessen von EA in den Tresorraum („the Vault“) aufgenommen und dann für EA Play Mitglieder spielbar.
Obwohl die Nutzungsbedingungen EA erlauben, Titel mit einer Vorankündigungsfrist von 30 Tagen zu entfernen, hat EA versprochen, dass Spiele nicht zu einem späteren Zeitpunkt entfernt werden. EA hat jedoch am 20. Juli 2017 angekündigt, dass FIFA 14 aufgrund der Entscheidung, den Online-Support für den Titel zu beenden, am 18. Oktober 2017 aus dem Tresorraum entfernt wird. Das Spiel bleibt für Benutzer, die es vor dem Datum der Entfernung installiert haben, im Offline-Modus spielbar, aber wenn das Spiel nach diesem Datum von der Konsole entfernt wird, kann es nicht wieder installiert werden.
Am 26. April 2018 wurde bekannt gegeben, dass Rory McIlroy PGA Tour am 22. Mai 2018 ebenfalls aus dem Tresorraum entfernt wird, da dieses Spiel an diesem Tag aus dem Xbox Store entfernt wurde.
Spiele, die auf den Labels EA Partners und/oder EA Originals veröffentlicht werden, kommen nicht für die Vorteile des EA Access in Frage. Titanfall wurde jedoch im Juni 2015 im Rahmen einer E3-2015-Promotion, die auch eine kostenlose Testversion für alle Xbox-One-Besitzer ermöglichte, dem Tresor hinzugefügt. Titanfall 2 wurde ebenfalls im Juli 2017 dem Tresor hinzugefügt.
EA-Access-Abonnenten können während verschiedener begrenzter Zeiträume kostenlos herunterladbare Inhalte für Spiele im Tresorraum erhalten, wie z. B. die Naval-Strike- und Second-Assault-DLCs für Battlefield 4. Abonnenten, die die während des kostenlosen Zeitraums angebotenen kostenlosen DLCs herunterladen, können diese unabhängig vom Abonnementstatus behalten. Am 3. Mai 2016 wurde der Premium-Zugang für Battlefield 4 und Battlefield Hardline für einen begrenzten Zeitraum kostenlos angeboten, so dass Abonnenten alle veröffentlichten Erweiterungen für beide Spiele kostenlos herunterladen können. Obwohl auf die Premium-Inhalte von Battlefield 4 nur mit einem aktiven Abonnement zugegriffen werden kann, war es Abonnenten erlaubt, die Premium-Funktionen von Hardline unabhängig vom Abonnementstatus zu behalten. Der Saisonpass für Star Wars Battlefront wurde am 7. Juli 2017 für Abonnenten kostenlos zur Verfügung gestellt.
Am 29. Februar 2016 wurde EA Play über die Abwärtskompatibilitätsfunktion der Xbox One um Xbox-360-Titel erweitert, beginnend mit den ursprünglichen Pflanzen gegen Zombies. Dead Space wurde (ohne offizielle Ankündigung) am 31. März hinzugefügt. Am 17. Januar 2018 wurde Black, das 2006 für Xbox veröffentlicht wurde, dem Vault hinzugefügt.
EA kündigte an, dass es neben der Rückgabe seines Katalogs an Steam im Oktober 2019 auch eine Version von EA Play für Steam-Benutzer mit einer Bibliothek, die mit der Xbox- und PlayStation-Version vergleichbar ist, veröffentlichen wird. Der erste Satz dieser Spiele wurde Steam im Juni 2020 hinzugefügt.
Im September wurde bekannt gegeben, dass EA Play ohne zusätzliche Kosten dem Xbox Game Pass hinzugefügt wird.

## Re-Branding
Im Vorfeld der Einführung von EA Access auf Steam am 31. August 2020 kündigte EA das Re-Branding von EA Access und Origin Access zu EA Play an, das am 18. August 2020 sowohl auf dem Computer als auch auf der Konsole beginnt. Die bisherigen Basis-Abonnementstufen EA Access und Origin Access Basic werden als EA Play behandelt, während aus dem Origin Access Premier EA Play Pro wird.

## Varianten
EA Play bietet Zugriff auf eine Bibliothek ausgewählter, von Electronic Arts vertriebenen Spielen („The Vault“). Neuerscheinungen können bis zu 10 Stunden lang ausprobiert werden und werden dann kaufpflichtig, der Spielfortschritt bleibt dabei allerdings erhalten. Außerdem erhält man 10 % Mitgliedsrabatt auf digitale EA-Einkäufe einschließlich vollständiger Spiele, Season Passes, Point-Packs und DLCs.
EA Play Pro bietet zusätzlich den Vollzugriff auf alle von EA Sports veröffentlichte Spiele. Außerdem werden alle Pro-Belohnungen wie Season Passes und exklusive Spielinhalte kostenlos freigeschaltet.

## Mehrspieler
Für EA Play auf Xbox One und PlayStation 4 ist keine kostenpflichtige Xbox Live bzw. PlayStation Plus Mitgliedschaft erforderlich. Die sind ausschließlich für die Nutzung des Mehrspielerfeatures erforderlich, die in manchen Spielen enthalten sind.

## Spiele in der Vault
| Titel                                        | Entwickler              | Xbox One                              | PlayStation 4                         | Steam                                 | Bemerkung                       |
| -------------------------------------------- | ----------------------- | ------------------------------------- | ------------------------------------- | ------------------------------------- | ------------------------------- |
| Alice: Madness Returns                       | Spicy Horse             | Grünes Häkchensymbol für ja           | Rotes X oder Kreuzchensymbol für nein | Rotes X oder Kreuzchensymbol für nein |                                 |
| Anthem                                       | BioWare                 | Grünes Häkchensymbol für ja           | Grünes Häkchensymbol für ja           | Rotes X oder Kreuzchensymbol für nein |                                 |
| Army of Two                                  | EA Montreal             | Grünes Häkchensymbol für ja           | Rotes X oder Kreuzchensymbol für nein | Rotes X oder Kreuzchensymbol für nein |                                 |
| A Way Out                                    | Hazelight Studios       | Grünes Häkchensymbol für ja           | Grünes Häkchensymbol für ja           | Grünes Häkchensymbol für ja           |                                 |
| Battlefield 1                                | EA Dice                 | Grünes Häkchensymbol für ja           | Grünes Häkchensymbol für ja           | Grünes Häkchensymbol für ja           |                                 |
| Battlefield 3                                | EA Dice                 | Grünes Häkchensymbol für ja           | Rotes X oder Kreuzchensymbol für nein | Grünes Häkchensymbol für ja           |                                 |
| Battlefield 4                                | EA Dice                 | Grünes Häkchensymbol für ja           | Grünes Häkchensymbol für ja           | Grünes Häkchensymbol für ja           |                                 |
| Battlefield 1943                             | EA Dice                 | Grünes Häkchensymbol für ja           | Rotes X oder Kreuzchensymbol für nein | Rotes X oder Kreuzchensymbol für nein |                                 |
| Battlefield: Bad Company                     | EA Dice                 | Grünes Häkchensymbol für ja           | Rotes X oder Kreuzchensymbol für nein | Rotes X oder Kreuzchensymbol für nein |                                 |
| Battlefield: Bad Company 2                   | EA Dice                 | Grünes Häkchensymbol für ja           | Rotes X oder Kreuzchensymbol für nein | Grünes Häkchensymbol für ja           |                                 |
| Battlefield Hardline                         | Visceral Games          | Grünes Häkchensymbol für ja           | Grünes Häkchensymbol für ja           | Grünes Häkchensymbol für ja           |                                 |
| Battlefield V                                | EA Dice                 | Grünes Häkchensymbol für ja           | Grünes Häkchensymbol für ja           | Grünes Häkchensymbol für ja           |                                 |
| Bejeweled 2 Deluxe                           | PopCap Games            | Grünes Häkchensymbol für ja           | Rotes X oder Kreuzchensymbol für nein | Rotes X oder Kreuzchensymbol für nein |                                 |
| Bejeweled 3                                  | PopCap Games            | Grünes Häkchensymbol für ja           | Rotes X oder Kreuzchensymbol für nein | Rotes X oder Kreuzchensymbol für nein |                                 |
| Black                                        | Criterion Games         | Grünes Häkchensymbol für ja           | Rotes X oder Kreuzchensymbol für nein | Rotes X oder Kreuzchensymbol für nein |                                 |
| Burnout Paradise Remastered                  | Criterion Games         | Grünes Häkchensymbol für ja           | Grünes Häkchensymbol für ja           | Grünes Häkchensymbol für ja           |                                 |
| Crysis                                       | Crytek                  | Grünes Häkchensymbol für ja           | Rotes X oder Kreuzchensymbol für nein | Grünes Häkchensymbol für ja           |                                 |
| Crysis 2                                     | Crytek                  | Grünes Häkchensymbol für ja           | Rotes X oder Kreuzchensymbol für nein | Grünes Häkchensymbol für ja           |                                 |
| Crysis 3                                     | Crytek                  | Grünes Häkchensymbol für ja           | Rotes X oder Kreuzchensymbol für nein | Grünes Häkchensymbol für ja           |                                 |
| Dante’s Inferno                              | Visceral Games          | Grünes Häkchensymbol für ja           | Rotes X oder Kreuzchensymbol für nein | Rotes X oder Kreuzchensymbol für nein |                                 |
| Dead Space                                   | EA Redwood Shores       | Grünes Häkchensymbol für ja           | Rotes X oder Kreuzchensymbol für nein | Grünes Häkchensymbol für ja           |                                 |
| Dead Space 2                                 | Visceral Games          | Grünes Häkchensymbol für ja           | Rotes X oder Kreuzchensymbol für nein | Grünes Häkchensymbol für ja           |                                 |
| Dead Space 3                                 | Visceral Games          | Grünes Häkchensymbol für ja           | Rotes X oder Kreuzchensymbol für nein | Grünes Häkchensymbol für ja           |                                 |
| Dead Space Ignition                          | Visceral Games          | Grünes Häkchensymbol für ja           | Rotes X oder Kreuzchensymbol für nein | Grünes Häkchensymbol für ja           |                                 |
| Dragon Age: Origins                          | BioWare                 | Grünes Häkchensymbol für ja           | Rotes X oder Kreuzchensymbol für nein | Grünes Häkchensymbol für ja           |                                 |
| Dragon Age II                                | BioWare                 | Grünes Häkchensymbol für ja           | Rotes X oder Kreuzchensymbol für nein | Grünes Häkchensymbol für ja           |                                 |
| Dragon Age: Inquisition                      | BioWare                 | Grünes Häkchensymbol für ja           | Grünes Häkchensymbol für ja           | Grünes Häkchensymbol für ja           |                                 |
| Fe                                           | Zoink                   | Grünes Häkchensymbol für ja           | Grünes Häkchensymbol für ja           | Grünes Häkchensymbol für ja           |                                 |
| Feeding Frenzy                               | PopCap Games            | Grünes Häkchensymbol für ja           | Rotes X oder Kreuzchensymbol für nein | Rotes X oder Kreuzchensymbol für nein |                                 |
| Feeding Frenzy 2                             | PopCap Games            | Grünes Häkchensymbol für ja           | Rotes X oder Kreuzchensymbol für nein | Rotes X oder Kreuzchensymbol für nein |                                 |
| FIFA 14                                      | EA Canada               | Rotes X oder Kreuzchensymbol für nein | Rotes X oder Kreuzchensymbol für nein | Rotes X oder Kreuzchensymbol für nein | am 18. Oktober 2017 eingestellt |
| FIFA 15                                      | EA Canada               | Grünes Häkchensymbol für ja           | Rotes X oder Kreuzchensymbol für nein | Rotes X oder Kreuzchensymbol für nein |                                 |
| FIFA 16                                      | EA Canada               | Grünes Häkchensymbol für ja           | Grünes Häkchensymbol für ja           | Rotes X oder Kreuzchensymbol für nein |                                 |
| FIFA 17                                      | EA Vancouver            | Grünes Häkchensymbol für ja           | Grünes Häkchensymbol für ja           | Rotes X oder Kreuzchensymbol für nein |                                 |
| FIFA 18                                      | EA Vancouver            | Grünes Häkchensymbol für ja           | Grünes Häkchensymbol für ja           | Rotes X oder Kreuzchensymbol für nein |                                 |
| FIFA 19                                      | EA Vancouver            | Grünes Häkchensymbol für ja           | Grünes Häkchensymbol für ja           | Rotes X oder Kreuzchensymbol für nein |                                 |
| FIFA 20                                      | EA Vancouver            | Grünes Häkchensymbol für ja           | Grünes Häkchensymbol für ja           | Rotes X oder Kreuzchensymbol für nein |                                 |
| Fight Night Champion                         | EA Canada               | Grünes Häkchensymbol für ja           | Rotes X oder Kreuzchensymbol für nein | Rotes X oder Kreuzchensymbol für nein |                                 |
| Heavy Weapon                                 | PopCap Games            | Grünes Häkchensymbol für ja           | Rotes X oder Kreuzchensymbol für nein | Rotes X oder Kreuzchensymbol für nein |                                 |
| Jade Empire                                  | Bioware                 | Rotes X oder Kreuzchensymbol für nein | Rotes X oder Kreuzchensymbol für nein | Grünes Häkchensymbol für ja           |                                 |
| Madden NFL 15                                | EA Tiburon              | Grünes Häkchensymbol für ja           | Rotes X oder Kreuzchensymbol für nein | Rotes X oder Kreuzchensymbol für nein |                                 |
| Madden NFL 16                                | EA Tiburon              | Grünes Häkchensymbol für ja           | Rotes X oder Kreuzchensymbol für nein | Rotes X oder Kreuzchensymbol für nein |                                 |
| Madden NFL 17                                | EA Tiburon              | Grünes Häkchensymbol für ja           | Grünes Häkchensymbol für ja           | Rotes X oder Kreuzchensymbol für nein |                                 |
| Madden NFL 18                                | EA Tiburon              | Grünes Häkchensymbol für ja           | Grünes Häkchensymbol für ja           | Rotes X oder Kreuzchensymbol für nein |                                 |
| Madden NFL 19                                | EA Tiburon              | Grünes Häkchensymbol für ja           | Grünes Häkchensymbol für ja           | Rotes X oder Kreuzchensymbol für nein |                                 |
| Madden NFL 20                                | EA Tiburon              | Grünes Häkchensymbol für ja           | Grünes Häkchensymbol für ja           | Rotes X oder Kreuzchensymbol für nein |                                 |
| Madden NFL 25                                | EA Tiburon              | Grünes Häkchensymbol für ja           | Rotes X oder Kreuzchensymbol für nein | Rotes X oder Kreuzchensymbol für nein |                                 |
| Mass Effect                                  | BioWare                 | Grünes Häkchensymbol für ja           | Rotes X oder Kreuzchensymbol für nein | Grünes Häkchensymbol für ja           |                                 |
| Mass Effect 2                                | BioWare                 | Grünes Häkchensymbol für ja           | Rotes X oder Kreuzchensymbol für nein | Grünes Häkchensymbol für ja           |                                 |
| Mass Effect 3                                | BioWare                 | Grünes Häkchensymbol für ja           | Rotes X oder Kreuzchensymbol für nein | Grünes Häkchensymbol für ja           |                                 |
| Mass Effect: Andromeda                       | BioWare                 | Grünes Häkchensymbol für ja           | Grünes Häkchensymbol für ja           | Grünes Häkchensymbol für ja           |                                 |
| Medal of Honor: Airborne                     | EA Los Angeles          | Grünes Häkchensymbol für ja           | Rotes X oder Kreuzchensymbol für nein | Grünes Häkchensymbol für ja           |                                 |
| Medal of Honor                               | Danger Close Games      | Rotes X oder Kreuzchensymbol für nein | Rotes X oder Kreuzchensymbol für nein | Grünes Häkchensymbol für ja           |                                 |
| Mirror’s Edge                                | EA Dice                 | Grünes Häkchensymbol für ja           | Rotes X oder Kreuzchensymbol für nein | Grünes Häkchensymbol für ja           |                                 |
| Mirror’s Edge Catalyst                       | EA Dice                 | Grünes Häkchensymbol für ja           | Grünes Häkchensymbol für ja           | Grünes Häkchensymbol für ja           |                                 |
| NBA Live 15                                  | EA Tiburon              | Grünes Häkchensymbol für ja           | Rotes X oder Kreuzchensymbol für nein | Rotes X oder Kreuzchensymbol für nein |                                 |
| NBA Live 16                                  | EA Tiburon              | Grünes Häkchensymbol für ja           | Rotes X oder Kreuzchensymbol für nein | Rotes X oder Kreuzchensymbol für nein |                                 |
| NBA Live 18                                  | EA Tiburon              | Grünes Häkchensymbol für ja           | Grünes Häkchensymbol für ja           | Rotes X oder Kreuzchensymbol für nein |                                 |
| NBA Live 19                                  | EA Tiburon              | Grünes Häkchensymbol für ja           | Grünes Häkchensymbol für ja           | Rotes X oder Kreuzchensymbol für nein |                                 |
| Need for Speed                               | Ghost Games             | Grünes Häkchensymbol für ja           | Grünes Häkchensymbol für ja           | Grünes Häkchensymbol für ja           |                                 |
| Need for Speed Heat                          | Ghost Games             | Grünes Häkchensymbol für ja           | Grünes Häkchensymbol für ja           | Grünes Häkchensymbol für ja           |                                 |
| Need for Speed: Hot Pursuit                  | Criterion Games         | Rotes X oder Kreuzchensymbol für nein | Rotes X oder Kreuzchensymbol für nein | Grünes Häkchensymbol für ja           |                                 |
| Need for Speed: Most Wanted                  | Criterion Games         | Rotes X oder Kreuzchensymbol für nein | Rotes X oder Kreuzchensymbol für nein | Grünes Häkchensymbol für ja           |                                 |
| Need for Speed Payback                       | Ghost Games             | Grünes Häkchensymbol für ja           | Grünes Häkchensymbol für ja           | Grünes Häkchensymbol für ja           |                                 |
| Need for Speed Rivals                        | Ghost Games             | Grünes Häkchensymbol für ja           | Grünes Häkchensymbol für ja           | Grünes Häkchensymbol für ja           |                                 |
| NHL 15                                       | EA Canada               | Rotes X oder Kreuzchensymbol für nein | Rotes X oder Kreuzchensymbol für nein | Rotes X oder Kreuzchensymbol für nein | am 18. März 2019 eingestellt    |
| NHL 16                                       | EA Canada               | Grünes Häkchensymbol für ja           | Rotes X oder Kreuzchensymbol für nein | Rotes X oder Kreuzchensymbol für nein |                                 |
| NHL 17                                       | EA Canada               | Grünes Häkchensymbol für ja           | Grünes Häkchensymbol für ja           | Rotes X oder Kreuzchensymbol für nein |                                 |
| NHL 18                                       | EA Canada               | Grünes Häkchensymbol für ja           | Grünes Häkchensymbol für ja           | Rotes X oder Kreuzchensymbol für nein |                                 |
| NHL 19                                       | EA Vancouver            | Grünes Häkchensymbol für ja           | Grünes Häkchensymbol für ja           | Rotes X oder Kreuzchensymbol für nein |                                 |
| NHL 20                                       | EA Vancouver            | Grünes Häkchensymbol für ja           | Grünes Häkchensymbol für ja           | Rotes X oder Kreuzchensymbol für nein |                                 |
| Peggle                                       | PopCap Games            | Grünes Häkchensymbol für ja           | Rotes X oder Kreuzchensymbol für nein | Grünes Häkchensymbol für ja           |                                 |
| Peggle 2                                     | PopCap Games            | Grünes Häkchensymbol für ja           | Grünes Häkchensymbol für ja           | Rotes X oder Kreuzchensymbol für nein |                                 |
| Peggle Nights                                | PopCap Games            | Rotes X oder Kreuzchensymbol für nein | Rotes X oder Kreuzchensymbol für nein | Grünes Häkchensymbol für ja           |                                 |
| Plants vs. Zombies                           | PopCap Games            | Grünes Häkchensymbol für ja           | Rotes X oder Kreuzchensymbol für nein | Grünes Häkchensymbol für ja           |                                 |
| Plants vs. Zombies: Battle for Neighborville | PopCap Games            | Grünes Häkchensymbol für ja           | Grünes Häkchensymbol für ja           | Grünes Häkchensymbol für ja           |                                 |
| Plants vs. Zombies: Garden Warfare           | PopCap Games            | Grünes Häkchensymbol für ja           | Grünes Häkchensymbol für ja           | Rotes X oder Kreuzchensymbol für nein |                                 |
| Plants vs. Zombies: Garden Warfare 2         | PopCap Games            | Grünes Häkchensymbol für ja           | Grünes Häkchensymbol für ja           | Rotes X oder Kreuzchensymbol für nein |                                 |
| Rocket Arena                                 | Final Strike Games      | Grünes Häkchensymbol für ja           | Grünes Häkchensymbol für ja           | Grünes Häkchensymbol für ja           |                                 |
| Rory McIlroy PGA Tour                        | EA Tiburon              | Rotes X oder Kreuzchensymbol für nein | Rotes X oder Kreuzchensymbol für nein | Rotes X oder Kreuzchensymbol für nein | am 22. Mai 2018 eingestellt     |
| Sea of Solitude                              | Jo-Mei Games            | Grünes Häkchensymbol für ja           | Rotes X oder Kreuzchensymbol für nein | Rotes X oder Kreuzchensymbol für nein |                                 |
| Shadows of the Damned                        | Grasshopper Manufacture | Grünes Häkchensymbol für ja           | Rotes X oder Kreuzchensymbol für nein | Rotes X oder Kreuzchensymbol für nein |                                 |
| SimCity 4                                    | Maxis                   | Rotes X oder Kreuzchensymbol für nein | Rotes X oder Kreuzchensymbol für nein | Grünes Häkchensymbol für ja           |                                 |
| Skate 3                                      | EA Black Box            | Grünes Häkchensymbol für ja           | Rotes X oder Kreuzchensymbol für nein | Rotes X oder Kreuzchensymbol für nein |                                 |
| Spore                                        | Maxis                   | Grünes Häkchensymbol für ja           | Grünes Häkchensymbol für ja           | Rotes X oder Kreuzchensymbol für nein |                                 |
| SSX                                          | EA Canada               | Rotes X oder Kreuzchensymbol für nein | Grünes Häkchensymbol für ja           | Grünes Häkchensymbol für ja           |                                 |
| Star Wars Battlefront                        | EA Dice                 | Rotes X oder Kreuzchensymbol für nein | Rotes X oder Kreuzchensymbol für nein | Grünes Häkchensymbol für ja           |                                 |
| Star Wars Battlefront II                     | EA Dice                 | Rotes X oder Kreuzchensymbol für nein | Rotes X oder Kreuzchensymbol für nein | Grünes Häkchensymbol für ja           |                                 |
| The Sims 3                                   | Maxis                   | Rotes X oder Kreuzchensymbol für nein | Rotes X oder Kreuzchensymbol für nein | Grünes Häkchensymbol für ja           |                                 |
| The Sims 4                                   | Maxis                   | Grünes Häkchensymbol für ja           | Grünes Häkchensymbol für ja           | Grünes Häkchensymbol für ja           |                                 |
| Titanfall                                    | Respawn Entertainment   | Grünes Häkchensymbol für ja           | Rotes X oder Kreuzchensymbol für nein | Rotes X oder Kreuzchensymbol für nein |                                 |
| Titanfall 2                                  | Respawn Entertainment   | Grünes Häkchensymbol für ja           | Grünes Häkchensymbol für ja           | Grünes Häkchensymbol für ja           |                                 |
| UFC                                          | EA Canada               | Grünes Häkchensymbol für ja           | Grünes Häkchensymbol für ja           | Rotes X oder Kreuzchensymbol für nein |                                 |
| UFC 2                                        | EA Canada               | Grünes Häkchensymbol für ja           | Grünes Häkchensymbol für ja           | Rotes X oder Kreuzchensymbol für nein |                                 |
| UFC 3                                        | EA Canada               | Grünes Häkchensymbol für ja           | Grünes Häkchensymbol für ja           | Rotes X oder Kreuzchensymbol für nein |                                 |
| Unravel                                      | Coldwood Interactive    | Grünes Häkchensymbol für ja           | Grünes Häkchensymbol für ja           | Grünes Häkchensymbol für ja           |                                 |
| Unravel Two                                  | Coldwood Interactive    | Grünes Häkchensymbol für ja           | Grünes Häkchensymbol für ja           | Grünes Häkchensymbol für ja           |                                 |
| Zuma Deluxe                                  | PopCap Games            | Grünes Häkchensymbol für ja           | Rotes X oder Kreuzchensymbol für nein | Rotes X oder Kreuzchensymbol für nein |                                 |
| Zuma’s Revenge!                              | PopCap Games            | Grünes Häkchensymbol für ja           | Rotes X oder Kreuzchensymbol für nein | Rotes X oder Kreuzchensymbol für nein |                                 |